# Патрик IV, граф Данбар
 Патрик IV, граф Марч (англ. Patrick IV, Earl of March; 1242 — 10 октября 1308), также известен как  Патрик де Данбар, 8-й граф Марч, крупный магнат в приграничных районах Шотландии, один из претендентов за корону Шотландии в ходе «Великой тяжбы».

## Биография
Представитель шотландского клана Данбар. Старший сын и преемник Патрика III де Данбара (1213—1289), графа Данбара (1249—1289). В 1289 году после смерти своего отца Патрик IV унаследовал графство Данбар в Южной Шотландии. В 1290 году шотландский парламент в Биргэме пожаловал Патрику де Данбару титул графа Марча.
Патрик IV, граф Данбар, был одним из «семи графов Шотландии», который претендовали на шотландский королевский престол под пресечения Данкельдской династии. В 1291 году граф Данбар был одним из претендентов на корону Шотландии в ходе «Великой тяжбы». Его прабабкой была Ада (ок. 1174—1200), графиня Данбар, внебрачная дочь короля Шотландии Вильгельма Льва. Как и многие шотландские лорды, графы Данбары владели землями в Англии и являлись вассалами короля Англии. В 1294 году английский король Эдуард I Длинноногий призывал графа Данбара принять участие в его войне с французами в Гаскони.
25 марта 1296 года Патрик IV, граф Данбар и Марч, Жильбер де Умфравиль, граф Ангус, Роберт Брюс Старший и его сын, Роберт Брюс, граф Каррик, принесли ленную присягу на верность королю Англии Эдуарду I в замке Уорк-он-Твид. В этом году граф Данбар, вероятно, преданный своей женой, перешел на сторону восставших шотландцев и удержала замок Данбар для Джона де Баллиоля, но вынужден был подчиниться королю Эдуарду в апреле 1296 года . В следующем 1297 году граф Данбар отказался подчиняться английской короне и вместе со своими землями перешел на сторону шотландской короны. Сражался вместе с Уильямом Уоллесом против английских захватчиков.
В 1298 году граф Данбар — королевский лейтенант в Шотландии, в 1300 году он вместе со своим старшим сыном и наследником Патриком участвовал в осаде английской армией замка Керлаверок.

## Семья
До 1282 года Патрик IV, граф Данбар, женился на Марджори Комин, дочери Александра Комина, графа Бьюкена (умер в 1289), и Элизабет, дочери Роджера де Квинси, 2-го графа Уинчестера. у них было трое сыновей и две дочери:
- Патрик V, граф Марч (1285—1369), преемник отца
- Джон де Данбар из Дерчестера и Бирнисайда, отец Джорджа де Данбар, 10-го графа Марча
- Джордж де Данбар, предок линии Данбар из Мокрума[13]
- Сесилия де Данбар
- Изабелла де Данбар, жена Роджера Фицджона, 4-го барона Клаверинга.